# Плоскогубці

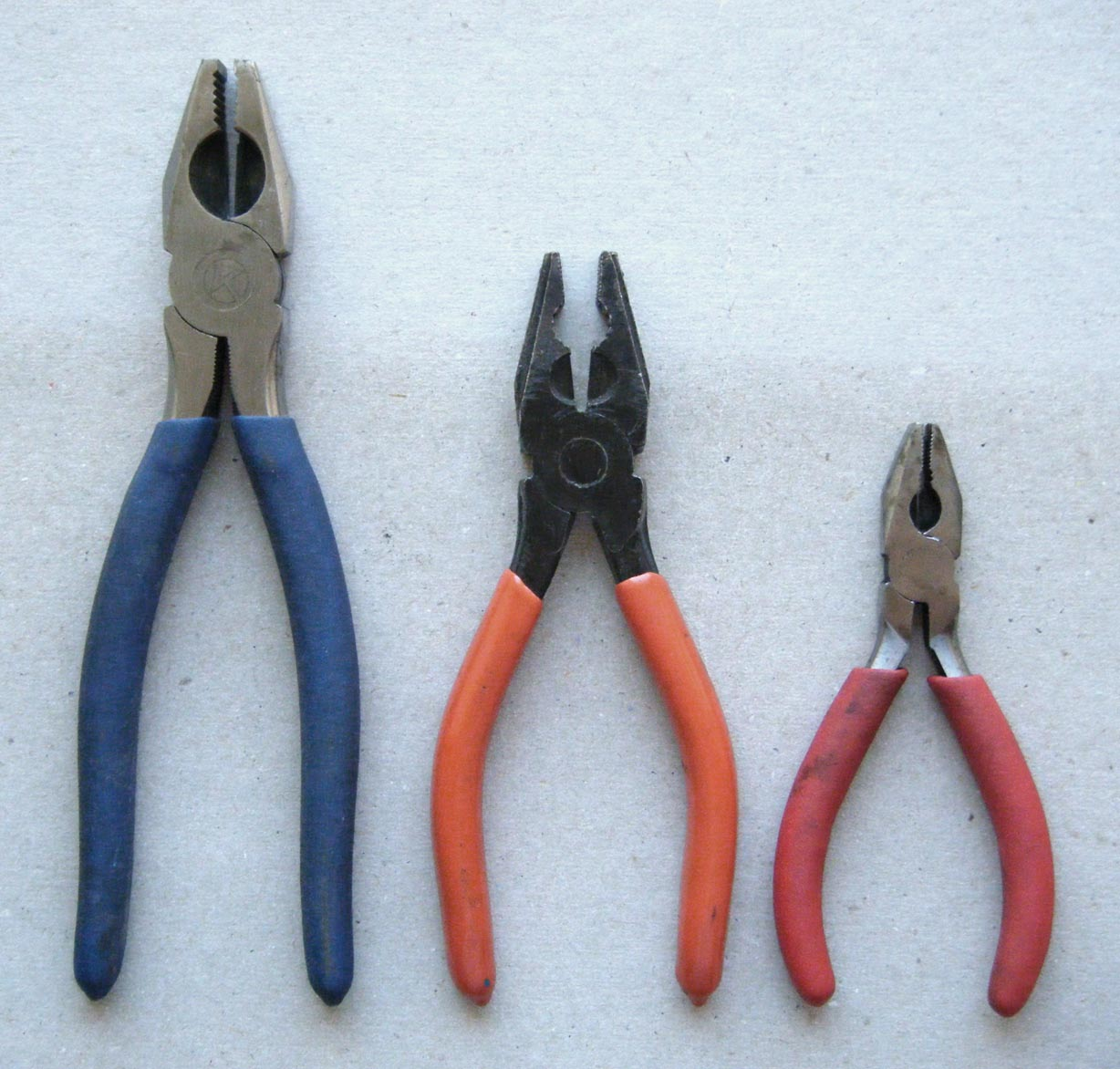
Плоскогубці (справа і зліва) і пасатижі (у центрі)

Плоскогубці, діал. бремарі́, бремері́ — ручний інструмент у вигляді двох схрещених важелів; кліщі, щипці з плоскими, плескатими кінцями (губами). Призначені для захоплення і силового утримання різних дрібних деталей. Виготовляють їх з інструментальної сталі.
Часто плоскогубці мають рифлення на внутрішньому боці губок, різальні крайки для перекушування дроту (можуть у низці випадків замінити гострогубці) та ізольовані ручки для виконання електротехнічних робіт. Проте, пластикове покриття можуть мати й звичайні слюсарні плоскогубці, тому слід звертати увагу на маркування: на електромонтажному інструменті повинна бути вказана максимально допустима напруга мережі, з якою працює монтер.
Різновидом плоскогубців є довгогубці (качкодзьоби) — монтажні щипці з видовженими і вузькими на кінцях губками.
Комбінованими називають плоскогубці з додатковими функціями: споряджені різальними крайками, суміщені з круглогубцями тощо. Виходячи з даних ГОСТ 5547-93 «комбіновані плоскогубці виконання 2» за конструкцією ідентичні пасатижам.

## Плоскогубці і пасатижі
Плоскогубці часто плутають з іншим схожим інструментом — пасатижами. Відмінністю між ними є те, що губки в плоскогубців плоскі (на що вказує й назва), а в пасатижів вони мають півкруглі заглиблення для обхоплювання стрижнів.

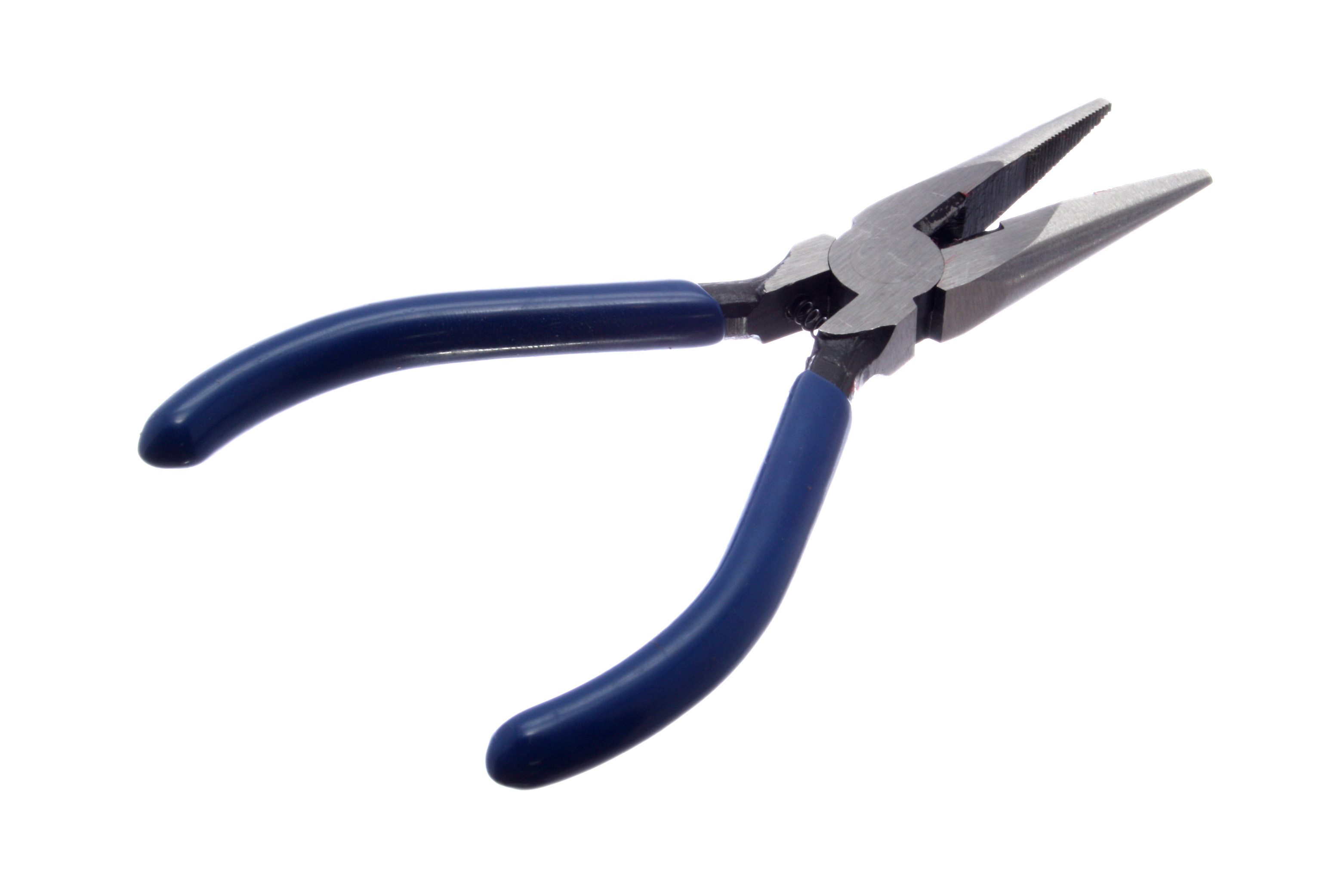
Довгогубці
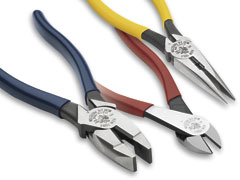
Плоскогубці, кусачки, круглогубці
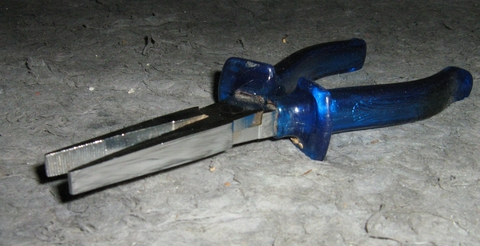
Плоскогубці з видовженими прямокутними губками
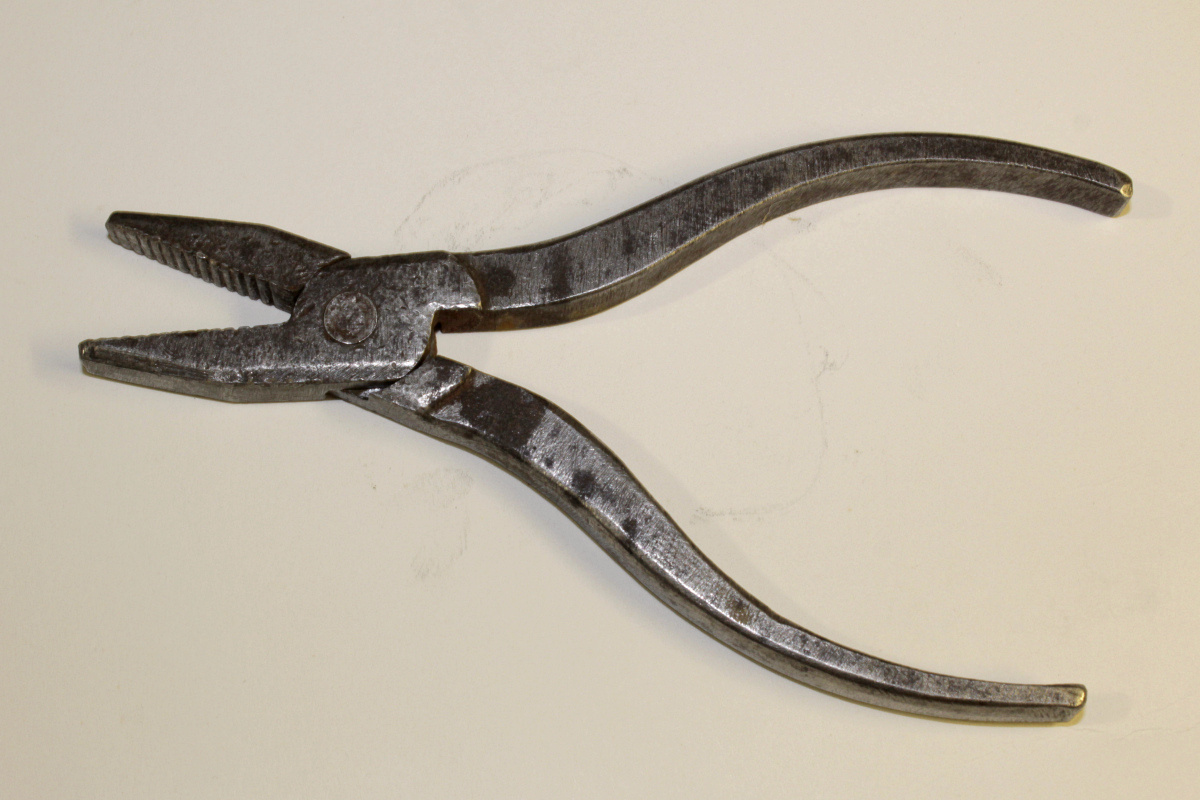
Прості плоскогубці без різака для дроту